# Pogonomys fergussoniensis
Pogonomys fergussoniensis is een knaagdier uit het geslacht Pogonomys dat voorkomt op de eilanden Fergusson, Goodenough en Normanby, in het zuidoosten van Papoea-Nieuw-Guinea. Hoewel deze soort eerst als een aparte soort werd beschreven, werd hij later als een ondersoort van P. loriae uit het vasteland van Nieuw-Guinea gezien. Musser & Carleton (2005) maakten dit dier echter weer een aparte soort, omdat hij veel groter is dan P. loriae en in kleur verschilt: P. fergussoniensis heeft een bruinrode rug, een geelgrijze buik en een dunne vacht, terwijl P. loriae een dikkere vacht, een donkere, bruingrijze rug en een witte, wollige buikvacht heeft. Net als andere Pogonomys-soorten leeft P. fergussoniensis in bomen.